# Саум
Саум (араб. الصوم «ас-саум», перс. «рузе», тур. «ураза») — піст, один з п’яти обов’язкових приписів ісламу. Саум встановлений Мухаммедом у 624 р. Полягає у повному утриманні у світлий час доби від їжі, пиття, вдихання тютюнового диму, вживання наркотичних засобів, статевих стосунків і т. п., тобто від усього, що відволікає від благочестя. З настанням темряви заборони знімаються, однак рекомендується проводити час у роздумах, бесідах, читанні, особливо Священного Корану (Курану), творити богоугодні справи, залагоджувати сварки, роздавати милостиню і т. п. Саум обов’язковий для всіх здорових мусульман впродовж місяця Рамадана.

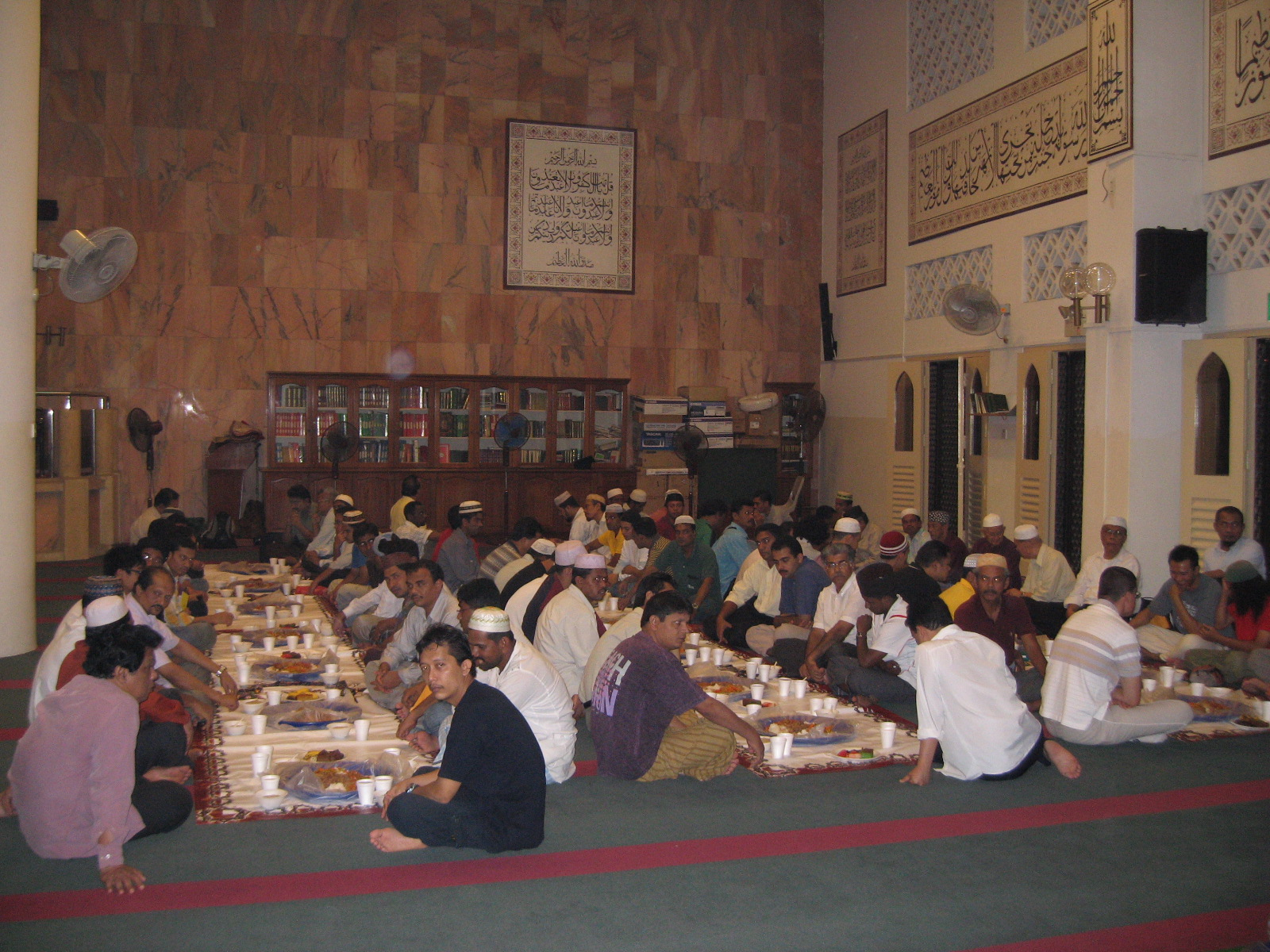
Люди, що зібралися ввечері у мечеті з закінченням денного посту, Індонезія, 2006

Від саума звільняються лише ті, хто не може дотримуватись його через якісь обставини (далека поїздка, перебування у чужій країні, війна, полон, хвороба і т. п.), не може нести відповідальності за свої вчинки (божевільні, епілептики), а також люди похилого віку, вагітні жінки і ті, що годують грудьми, та всі ті, кому саум може зашкодити. До сауму не допускаються ті, хто перебуває у стані ритуальної нечистоти (ан-наджаса); жінки під час менструації, злочинці, що не відбули покарання, ті, що осквернилися і не пройшли обряду очищення (ат-тахіра) та ін.

Тимчасово звільнені від сауму повинні пізніше витримати його у зручний час. Ті, що порушили саум випадково, повинні компенсувати втрачені дні після закінчення Рамадану. Ті, хто порушили саум навмисно повинні окрім компенсації втрачених днів принести покаяння (ат-тауба) і здійснити покаянні дії (аль-каффара).

Крім загального сауму існує саум індивідуальний, що витримується після якогось обіту, задля прощення, чи просто задля благочестя. Зазвичай для таких необов’язкових постів обираються дні повного місяця, понеділки, або четверги. Рекомендується поститися у дні сонячних чи місячних затемнень, а також під час епідемій, стихійних лих і військової небезпеки.

Слідкувати за дотриманням сауму повинні були каді, правителі, поліція і всі мусульмани. Одначе такий контроль ніколи не міг бути достатньо ефективним, тому дотримання сауму є справою особистого благочестя. Відкрита зневага і демонстративне порушення сауму розглядається як блюзнірський злочин